# Laura Margherita Mazzarini
Laura Margherita Mazzarini (1608 - 9 juin 1685) est la fille de Pierre Mazzarini et d'Ortensia Buffalini, et la sœur de Jules Mazarin. 

## Biographie
Le 9 juillet 1634, elle se marie au comte Girolamo Martinozzi (né en 1610). Ils ont deux filles : Anne-Marie (Rome, 1637 - Paris, 4 février 1672) et Laure (Fano, 27 mai 1639 - Rome, 19 juillet 1687). 
En 1647, elle est invitée par son frère Jules Mazarin, ministre de Louis XIV, à s'installer à la cour de France avec sa sœur, ses nièces et ses filles, car, sous la protection de son frère, elle pourra marier ses filles à des hommes puissants. Laura Margherita a vécu avec le reste de la famille, d'abord à Aix-en-Provence, puis au palais de son frère et s'est finalement installée à la cour de la reine Anne d'Autriche, dans l'appartement de la marquise de La Rochefoucauld. 
Les courtisans, cherchant à gagner la faveur du puissant Mazarin, cherchaient en tous points à plaire à Laura et à sa famille. La reine Anne s'est personnellement occupée de l'éducation de ses filles et de ses nièces. Contrairement à sa sœur Geronima qui, selon les mots de l'abbé de Choisy, "n'a jamais dérangé personne", Laura était plus ambitieuse. 
Son frère a réussi à arranger des unions prestigieuses pour ses filles : Laure est mariée à Alphonse IV d'Este et devient duchesse de Modène et Anne-Marie devient quant à elle princesse de Conti par son mariage avec Armand de Bourbon-Conti.  
La fille de Laure, Marie de Modène, est devenue reine d'Angleterre, d'Écosse et d'Irlande par son mariage avec Jacques II d'Angleterre. 